# Eulepida kameruna
Eulepida kameruna är en skalbaggsart som beskrevs av Frey 1972. Eulepida kameruna ingår i släktet Eulepida och familjen Melolonthidae. Inga underarter finns listade i Catalogue of Life.